# Selma James

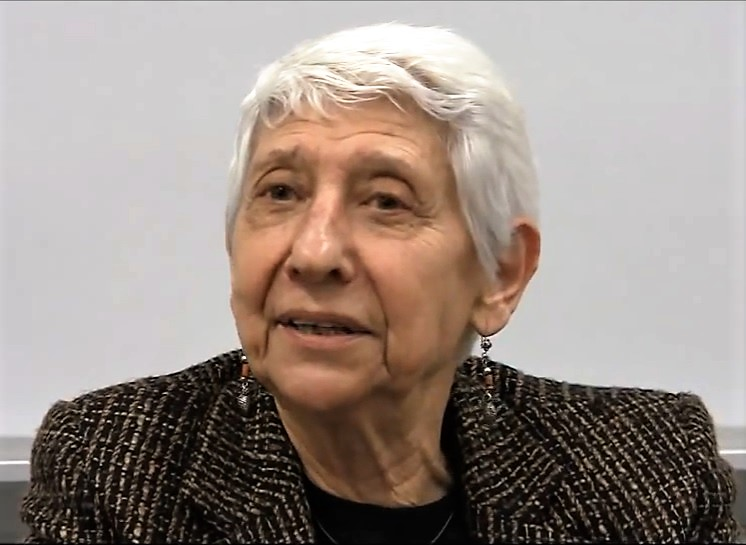
Selma James beim Left Forum 2012

Selma James (geboren als Selma Deitch, früher Weinstein am 15. August 1930 in Brownsville, Brooklyn, New York City, USA) ist eine amerikanische Schriftstellerin, Feministin und Sozialaktivistin. Sie ist Mitautorin des Frauenbewegungsbuchs The Power of Women and the Subversion of the Community (mit Mariarosa Dalla Costa), Mitbegründerin der internationalen Kampagne Lohn für Hausarbeit und Koordinatorin des Global Women’s Strike.

## Frühes Leben und Aktivismus
Deitch wurde 1930 im Brownsville-Viertel von Brooklyn, New York, geboren. Ihr Vater war LKW-Fahrer, und ihre Mutter war Fabrikarbeiterin, bevor sie Kinder bekam. Als junge Frau arbeitete Selma Deitch in Fabriken, dann als Vollzeit-Hausfrau und Mutter ihres Sohnes Sam, mit dessen Vater, einem anderen Fabrikarbeiter, sie eine kurzlebige Ehe geführt hatte. Im Alter von 15 Jahren schloss sie sich der Johnson-Forest Tendency an, zu deren drei Führern C. L. R. James gehörte, und begann, seine Kurse über Sklaverei und den amerikanischen Bürgerkrieg zu besuchen.

### 1950er und 60er Jahre
1952 schrieb sie das Buch A Woman's Place, das zunächst als Kolumne in der Correspondence veröffentlicht wurde, einer zweiwöchentlich erscheinenden Zeitung, die von ihren Leserinnen und Lesern geschrieben und herausgegeben wurde und deren Zielgruppe hauptsächlich aus der Arbeiterklasse bestand. Ungewöhnlich für die damalige Zeit war, dass die Zeitung Seiten enthielt, die Frauen, jungen Menschen und Schwarzen eine eigenständige Stimme gaben. Sie schrieb regelmäßig Kolumnen und war Herausgeberin der Frauenseite. 1955 kam sie nach England und heiratete C. L. R. James, der während der McCarthy-Ära aus den Vereinigten Staaten ausgewiesen worden war. Die beiden waren 25 Jahre lang ein Paar und enge politische Kollegen.
Von 1958 bis 1962 lebte sie in Trinidad und Tobago, wo sie gemeinsam mit ihrem Mann in der Bewegung für die Unabhängigkeit und Föderation der Westindischen Inseln aktiv war. Als sie nach der Unabhängigkeit nach Großbritannien zurückkehrte, wurde sie 1965 die erste Organisationssekretärin der Kampagne gegen Rassendiskriminierung und Gründungsmitglied des Black Regional Action Movement und 1969 Redakteurin von dessen Zeitschrift.

## Lohn für Hausarbeit
Im Januar 1971 untersuchte James in einer BBC-Radiosendung der Reihe People for Tomorrow die Ausbeutung von Frauen in der Gesellschaft im Allgemeinen. Dabei nutzte sie ihre eigenen Erfahrungen als Mutter und Hausfrau, die in schlecht bezahlten Jobs gearbeitet hatten, sowie Interviews mit Vollzeit-Hausfrauen und anderen Frauen, die außer Haus arbeiteten, aber dennoch den Großteil der Hausarbeit erledigten. Im Jahr 1972 wurde mit der Veröffentlichung The Power of Women and the Subversion of the Community (zusammen mit Mariarosa Dalla Costa) die „Debatte über die häusliche Arbeit“ eingeleitet, in der dargelegt wurde, dass die Hausarbeit und andere Betreuungsarbeiten, die Frauen außerhalb des Marktes verrichten, die gesamte Arbeiterklasse hervorbringen, so dass die Marktwirtschaft, die sich auf diese Arbeitskräfte stützt, auf der unbezahlten Arbeit der Frauen aufgebaut ist.
Im selben Jahr gründete James die internationale Kampagne Lohn für Hausarbeit, die vom Staat Geld für die unbezahlte Arbeit im Haushalt und in der Gemeinde fordert. Es folgte eine heftige Debatte darüber, ob es sich bei der Vollzeitpflege um „Arbeit“ oder um eine „Rolle“ handelt – und ob sie mit einem Lohn vergütet werden sollte. James' Aufsatz von 1972 über Frauen, Gewerkschaften und Arbeit wurde auf der Nationalen Frauenkonferenz am 25. und 26. März 1972 vorgestellt. In einem Interview mit BBC News 24 aus dem Jahr 2002 erklärte sie, dass Hausarbeit zu den „grundlegenden Arbeiten in der Gesellschaft“ zähle, dass Frauen Anspruch auf einen Lohn hätten und sagte: „Wir wollen auch, dass die Gesellschaft anerkennt, dass die Arbeit, die wir leisten, grundlegend und wichtig ist.“ Hausarbeit zähle zu den „grundlegenden Arbeiten in der Gesellschaft“, fügte sie hinzu.
James ist die erste Sprecherin des English Collective of Prostitutes, das sich für die Entkriminalisierung und für tragfähige wirtschaftliche Alternativen zur Prostitution einsetzt. Mit der Veröffentlichung von James’ Buch Marx and Feminism 1983 brach sie mit der etablierten marxistischen Theorie, indem sie Marx’ Kapital aus der Sicht der Frauen und der unbezahlten Arbeit las.
Ab 1985 koordinierte sie das International Women Count Network, das einen UN-Beschluss erwirkte, in dem sich die Regierungen bereit erklärten, unbezahlte Arbeit in nationalen Statistiken zu messen und zu bewerten. Seitdem wurden in Trinidad und Tobago und in Spanien entsprechende Gesetze erlassen, und in vielen Ländern werden Erhebungen über die Zeitverwendung und andere Untersuchungen durchgeführt. In Venezuela wird in Artikel 88 der Verfassung die Hausarbeit als eine wirtschaftliche Tätigkeit anerkannt, die einen Mehrwert schafft und Wohlstand und soziales Wohlergehen hervorbringt, und Hausfrauen haben Anspruch auf soziale Sicherheit.

## Jüngste Aktivitäten
James hält Vorträge in Großbritannien, den USA und anderen Ländern zu einer Vielzahl von Themen, darunter „Sex, Race & Class“, „What the Marxists Never Told Us About Marx“, „The Internationalist Jewish Tradition“, „Rediscovering Nyerere's Tanzania“, „CLR James as a political organizer“ und „Jean Rhys: Der Sprung zu Tia“.

### Feministischer Aktivismus
Seit 2000 ist James die internationale Koordinatorin des Global Women's Strike, eines Netzwerks von Basisfrauen, das Aktionen und Initiativen in vielen Ländern zusammenführt. Der Streik fordert, dass die Gesellschaft „in Fürsorge statt in Tötung investiert“ und dass die Militärbudgets an die Gemeinschaft zurückgegeben werden, angefangen bei den Frauen. Sie arbeitet seit 2002 mit der venezolanischen Revolution zusammen. Sie ist Mitbegründerin des Crossroads Women's Centre, das 1975 unter der Schirmherrschaft der LFH in einem Rotlichtviertel in der Nähe des Londoner Bahnhofs Euston gegründet wurde und sich heute in Kentish Town befindet, und ist Herausgeberin von Crossroads Books.

### Sozialistischer Aktivismus
Im April 2008 besuchte James Edinburgh (zusammen mit dem in Edinburgh lebenden Ehepaar Ralph und Noreen Ibbott, die beide in den 1960er Jahren Mitglieder der Britain Tanzania Society waren) anlässlich des Jahrestages des tansanischen Muungano-Tages, der auf den 26. April fällt. James hielt in einer von der Tanzania Edinburgh Community Association (TzECA) veranstalteten Sitzung einen Vortrag über Julius Nyereres Ujamaa (afrikanischer Sozialismus) in den 1960er Jahren in Tansania mit Bezug auf die Ruvuma Development Association (RDA) und die Tansania Arusha Declaration. Die RDA geht auf die ursprüngliche Ruvuma Development Association (RDA) zurück, die Anfang der 1960er Jahre gegründet wurde, als sich auf Anregung von Julius Nyerere, dem ersten Präsidenten Tansanias, nach der Unabhängigkeit eine Reihe kommunaler Dörfer zusammenschlossen und sich in den so genannten Ujamaa-Dörfern organisierten. Die treibende Kraft hinter der Vereinigung war Ntimbanjayo Millinga, der Sekretär des örtlichen Zweigs der Tanzanian African National Union Youth League, und er wurde von Ralph Ibbott unterstützt, einem englischen Vermessungsingenieur, der als Berater fungierte und sich bereit erklärte, mit seiner Familie im Dorf Litowa zu leben und zu arbeiten. Die Sitzung fand in der „Waverley Care Solas“ Abbey Mount statt.
Im Juli 2015 unterstützte James die Kampagne von Jeremy Corbyn bei der Wahl zum Vorsitzenden der Labour Party.

### Antizionistischer Aktivismus
James ist Gründungsmitglied des Internationalen Jüdischen Antizionistischen Netzwerks und unterzeichnete im Mai 2008 den Brief britischer Juden zum 60. Jahrestag Israels, der im The Guardian veröffentlicht wurde und in dem sie erklärte, warum sie den 60. Geburtstag nicht feiern würde. Im August 2015 gehörte sie zu den Unterzeichnern eines Briefes, in dem sie die Berichterstattung von The Jewish Chronicles über Jeremy Corbyns Verbindung zu angenommenen Antisemiten kritisierte.

## Werke
- A Woman's Place. 1952 (wordpress.com [PDF; 402 kB]).
- The Power of Women & the Subversion of the Community (with Mariarosa Dalla Costa; Bristol: Falling Wall Press, 1972).
- Women, the Unions and Work, or What Is Not To Be Done (Notting Hill Women's Liberation Workshop, 1972; Falling Wall Press, 1976).
- Sex, Race & Class (1974).
- The Rapist Who Pays the Rent (Co-Autor, 1982).
- Marx and Feminism (1983; Crossroads Books, 1994).
- Hookers in the House of the Lord (1983).
- The Ladies and the Mammies: Jane Austen and Jean Rhys. Falling Wall Press, Bristol 1983, ISBN 0-905046-25-0 (englisch).
- Strangers & Sisters: Women, Race and Immigration (Hrsg. und Einführung). Falling Wall Press, Bristol 1985, ISBN 0-905046-29-3.
- The Global Kitchen: The Case for Counting Unwaged Work (1985, 1995).
- The Milk of Human Kindness: Defending Breastfeeding from the Global Market and the AIDS Industry. (Co-Autor) Crossroads Books, London 2002, ISBN 0-9544372-0-9.
- Einführung zu Creating a Caring Economy: Nora Castañeda & the Women's Development Bank of Venezuela Crossroads Books, London 2006, ISBN 0-9544372-2-5.
- Einführung zu The Arusha Declaration, Rediscovering Nyerere's Tanzania (2007).
- Hrsg. von Mumia Abu-Jamal: Jailhouse Lawyers: Prisoners Defending Prisoners Vs the USA. UK edition Crossroads Books, 2011.
- Sex, Race and Class—the Perspective of Winning: A Selection of Writings 1952–2011. PM Press, 2012, ISBN 978-1-60486-454-0.
- Our Time Is Now: Sex, Race, Class, and Caring for People and Planet. Hrsg. von Nina Lopez. Vorwort von Margaret Prescod. PM Press, 2021, ISBN 978-1-62963-838-6.[27]

## In der Populärkultur
James erschien kurz in Sir Steve McQueens 2020 erschienener Nacherzählung des Mangrove-Nine-Prozesses mit dem Titel Mangrove, die Teil von McQueens Small Axe-Strang war. James wurde von der Schauspielerin Jodhi May dargestellt, während Derek Griffiths als C. L. R. James zu sehen war.
James war auch an How the Mangrove Nine Won beteiligt, einem einstündigen Film, der 2020 herauskam und in dem Ian Macdonald und Altheia Jones-LeCointe aus erster Hand über den Prozess gegen die Mangrove Nine berichten.

## Weitere Lektüre
- The Power of Women and the Subversion of the Community. Falling Wall Press, Bristol Oktober 1972 (3. Auflage, September 1975).
- Waging the War Over Wages. In: Los Angeles Times. 7. Mai 1987.
- Labours of Love, or Maybe Just a Rip-Off. In: The Times. 19. Februar 1992.
- Selma James and Melissa Benn: Home Truths for Feminists | How Should the Work Women do as Mothers be Rewarded? In: The Guardian. 21. Februar 2004.
- Jenny Turner: As Many Pairs of Shoes as She Likes. In: London Review of Books. Vol. 33, No. 24, Dezember 15, 2011, S. 11–15.